# B-Sides & Rarities (альбом Deftones)
B-Sides & Rarities — сборник-альбом американской альтернативной метал-группы Deftones, выход которого состоялся 4 октября 2005 года на лейбле Maverick Records. Альбом состоит из компакт-диска, в котором собраны ранее выпущенные и неизданные би-сайды, и DVD, на котором представлен мультимедийный контент, включая полную видеографию Deftones.

## Прием
«B-Sides & Rarities — это в целом огромные усилия, возможно, самых умных представителей ныне угасающего жанра ню-метал», — сказал Айо Джегеде из журнала Stylus Magazine. Также он сказал: «Каждая из этих би-сайдов повторяет определённый период в своей карьере, поэтому, хотя сами песни могут быть новыми, они идеально инкапсулируют каждый альбом из каталога группы, как если бы они были всеобъемлющими эпохами».

## Список композиций
| №                   | Название                                                           | Длительность |
| ------------------- | ------------------------------------------------------------------ | ------------ |
| 1.                  | «Savory» (кавер Jawbox)                                            | 4:35         |
| 2.                  | «Wax and Wane» (кавер Cocteau Twins)                               | 4:09         |
| 3.                  | «Change (In the House of Flies) (Acoustic)»                        | 5:16         |
| 4.                  | «Simple Man» (кавер Lynyrd Skynyrd)                                | 6:19         |
| 5.                  | «Sinatra» (2005 remix кавер Helmet)                                | 4:43         |
| 6.                  | «No Ordinary Love» (кавер Sade)                                    | 5:34         |
| 7.                  | «Teenager (Idiot Version)»                                         | 3:45         |
| 8.                  | «Crenshaw Punch/I'll Throw Rocks at You»                           | 4:48         |
| 9.                  | «Black Moon» (совместно с B-Real из Cypress Hill)                  | 3:18         |
| 10.                 | «If Only Tonight We Could Sleep» (кавер The Cure)                  | 5:07         |
| 11.                 | «Please, Please, Please Let Me Get What I Want» (кавер The Smiths) | 2:01         |
| 12.                 | «Digital Bath (Acoustic)»                                          | 4:48         |
| 13.                 | «The Chauffeur» (кавер Duran Duran)                                | 5:21         |
| 14.                 | «Be Quiet and Drive (Far Away) (Acoustic)»                         | 4:30         |
| Общая длительность: | Общая длительность:                                                | 64:14        |

| №                   | Название                         | Длительность |
| ------------------- | -------------------------------- | ------------ |
| 15.                 | «Night Boat» (кавер Duran Duran) | 4:38         |
| Общая длительность: | Общая длительность:              | 69:52        |

### DVD
1. «7 Words»
2. «Bored»
3. «My Own Summer (Shove It)»
4. «Be Quiet and Drive (Far Away)»
5. «Change (In the House of Flies)»
6. «Back to School (Mini Maggit)»
7. «Digital Bath»
8. «Minerva»
9. «Hexagram»
10. «Bloody Cape»
11. «Engine № 9»
12. «Root»

## Участники записи

### Deftones
- Чино Морено — вокал
- Стивен Карпентер — гитара
- Чи Ченг — бас-гитара
- Фрэнк Делгадо — фотография, клавишные
- Эйб Каннингем — барабаны

### Дополнительный персонал
- Терри Дэйт — продюсер, микширование, инженер
- Патрик Хэли — фотография
- Эми Вейзер — фотография
- Расс Басби — видеограф, видеоредактор, видеорежиссёр
- Эрик Стейнмэн — инженер
- Дэйв Аарон — инженер, микширование
- Том Бэйкер — ремастеринг

## Позиции в чартах
| Чарт (2005)        | Высшая позиция |
| ------------------ | -------------- |
| США                | 43             |
| Австралия          | 30             |
| Австрия            | 54             |
| Бельгия (Валлония) | 84             |
| Швейцария          | 93             |
| Франция            | 59             |